# Ернст I фон Хонщайн
Ернст I фон Хонщайн (на немски: Ernst I von Honstein; † 5 декември 1400 или 6 декември 1400) от род Хонщайн, е епископ на Халберщат (1391 – 1399).

## Произход и духовна кариера
Той е син на граф Улрих III фон Хонщайн-Келбра († 1414) и принцеса Агнес фон Брауншвайг-Люнебург († 1394), дъщеря на херцог Ернст I фон Брауншвайг-Грубенхаген (1297 – 1361) и графиня Аделхайд фон Еверщайн-Поле († 1373). Брат е на граф Хайнрих VI (IX) фон Хонщайн-Келбра († 1450/1455) и граф Дитрих VII фон Хонщайн-Келбра-Морунген († 1399).
Ернст фон Хонщайн е през 1380 г. домхер и от 1386 г. приор на Св. Бонифации. През 1390 г. е избран за епископ на Халберщат. Той умира на 5 или 6 декември 1400 г. Епископ на Халберщат през 1401 г. става Рудолф фон Анхалт († 1406).